# Honda Crosstour
Der Honda Crosstour (ursprünglich Honda Accord Crosstour) ist ein SUV-Coupé des japanischen Automobilhersteller Honda, das zwischen 2009 und 2015 gebaut wurde. Er basiert auf dem nordamerikanischen Honda Accord der achten Generation. Der Verkauf begann im November 2009 für das Modelljahr 2010 und wurde nach dem Modelljahr 2015 wegen geringer Verkaufszahlen eingestellt.

## Übersicht
Der Crosstour wurde als „Fließheck“/„Kombi“-Variante des Accord vermarktet; die Plattform der Modelle war jeweils gleich. Die ersten Jahre wurde er daher als Accord Crosstour verkauft. Zum Verkaufsstart wurde nur ein 3,5-Liter-V6-Ottomotor angeboten, der 200 kW (272 PS) leistete und wahlweise mit Front- oder Allradantrieb erhältlich war. Ab 2012 gab es auch einen 2,4-Liter-Vierzylindermotor mit 143 kW (194 PS), allerdings nur in Verbindung mit Frontantrieb. Die Preise begannen bei 29.670 $ und lagen damit über denen der Accord-Limousine. Für das Modelljahr 2012 entfernte Honda das „Accord“-Präfix, um das Modell eigenständiger erscheinen zu lassen, so dass es nur noch „Crosstour“ hieß. Außerdem wurde die Frontgestaltung leicht verändert.
Der Crosstour war ein direkter Konkurrent des Toyota Venza, eines Crossover-Modells, der auf dem Konkurrenten des Accord, dem Camry, basierte. Wie der Venza, der den Camry-Kombi ersetzen sollte, galt der Crosstour als Nachfolger des Accord-Kombis.
Der Crosstour wurde in den Vereinigten Staaten, Kanada, Mexiko, China, dem Nahen Osten, Südostasien und Russland verkauft. Guangqi Honda baute und vermarktete den Crosstour in China. Für den chinesischen Markt stand außerdem noch ein 3,0-Liter-V6-Ottomotor mit 193 kW (262 PS) zur Verfügung.

### Facelift
Für das Modelljahr 2013 erfuhr der Honda Crosstour ein Facelift. Ein Konzeptfahrzeug des Crosstour wurde auf der New York International Auto Show am 4. April 2012 vorgestellt. Der überarbeitete Crosstour kam Ende November 2012 in den Handel. Der 3,5-Liter-V6 wurde im Zuge des Facelifts überarbeitet und leistete nun 207 kW (282 PS).

### Produktionsende
Am 8. April 2015 gab Honda bekannt, dass die Produktion des Crosstour zum Ende des Modelljahres 2015 wegen der sinkenden Verkaufszahlen eingestellt werde. Das Produktionsende war der 31. August 2015. Ein weiterer Grund für die Entscheidung von Honda war es, Platz auf dem Produktionsband für den CR-V, den Acura RDX und den Acura MDX zu schaffen.

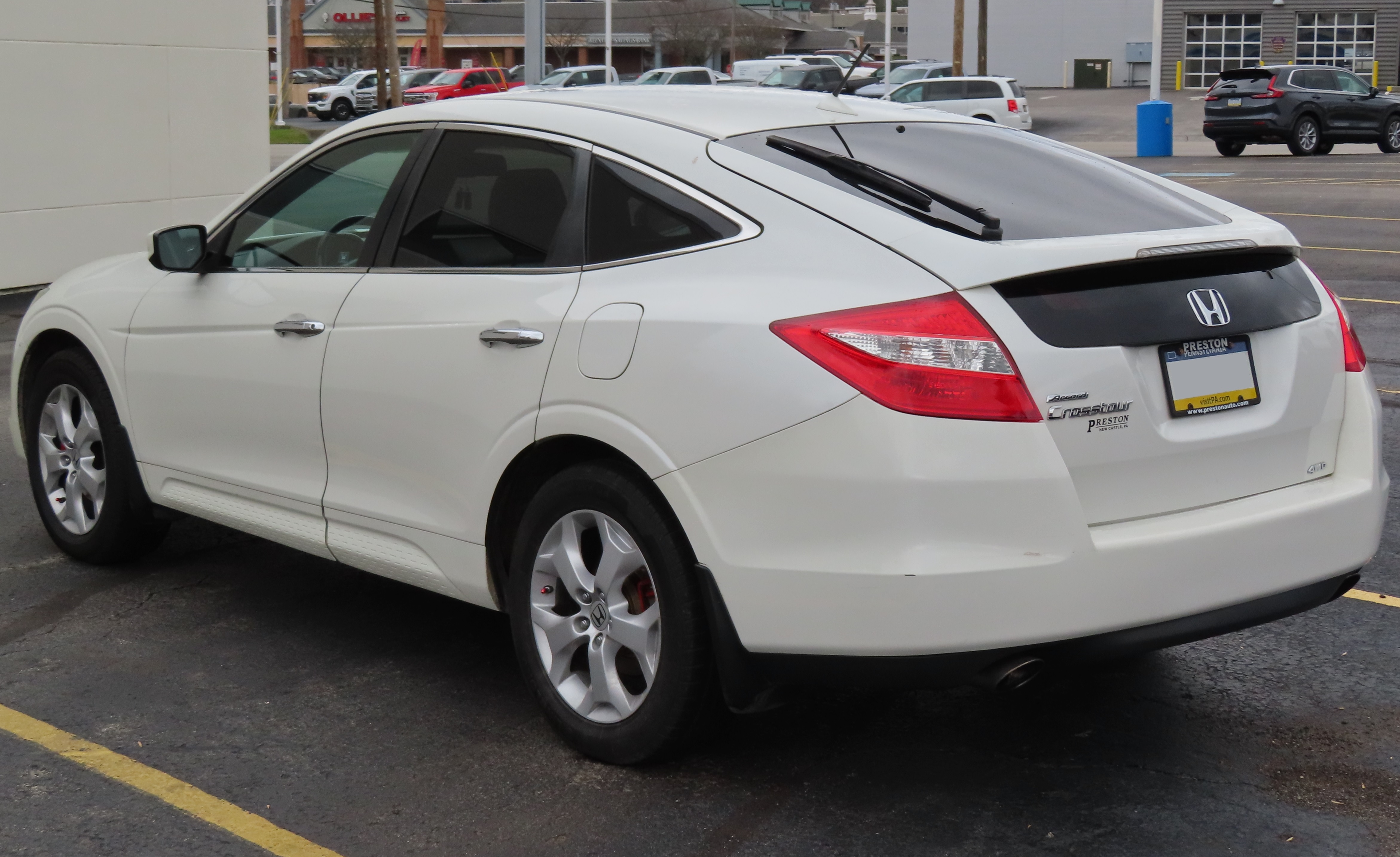
Heckansicht
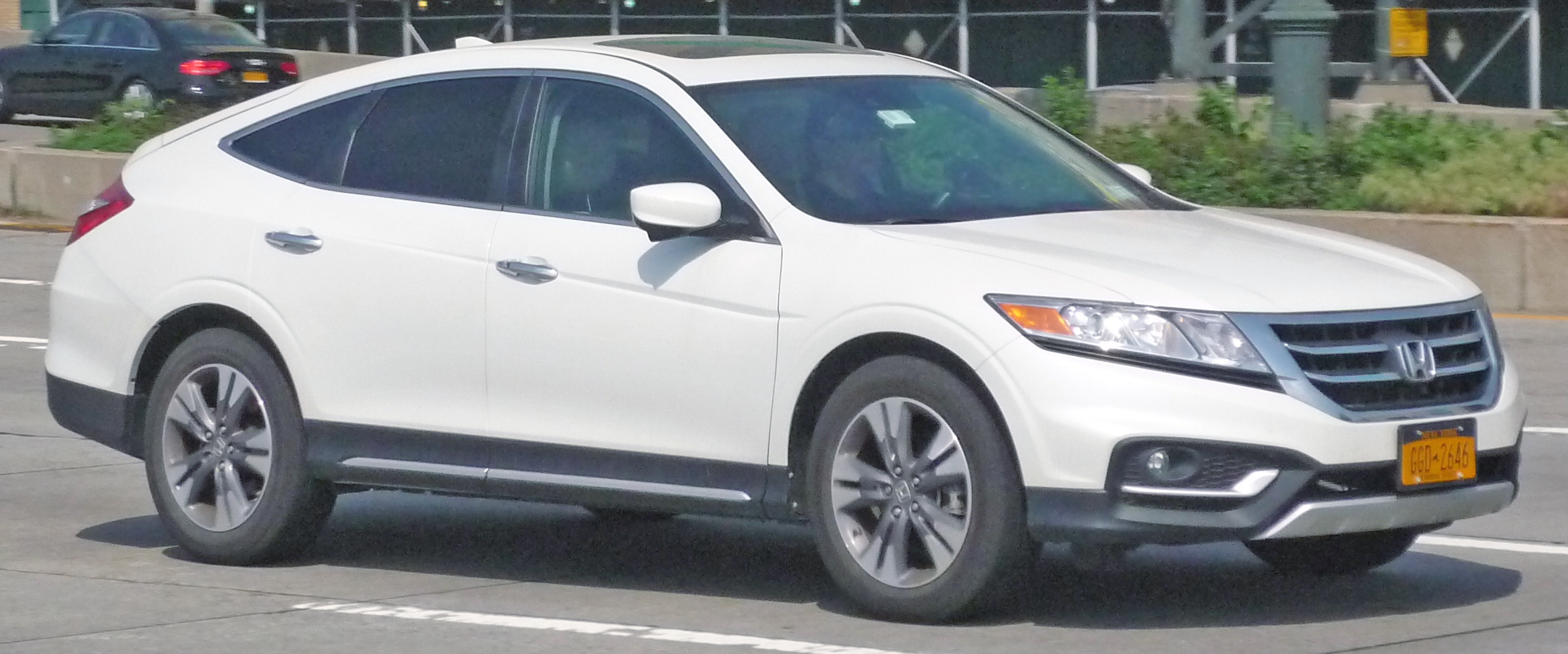
Honda Crosstour (Facelift, 2012–2015)
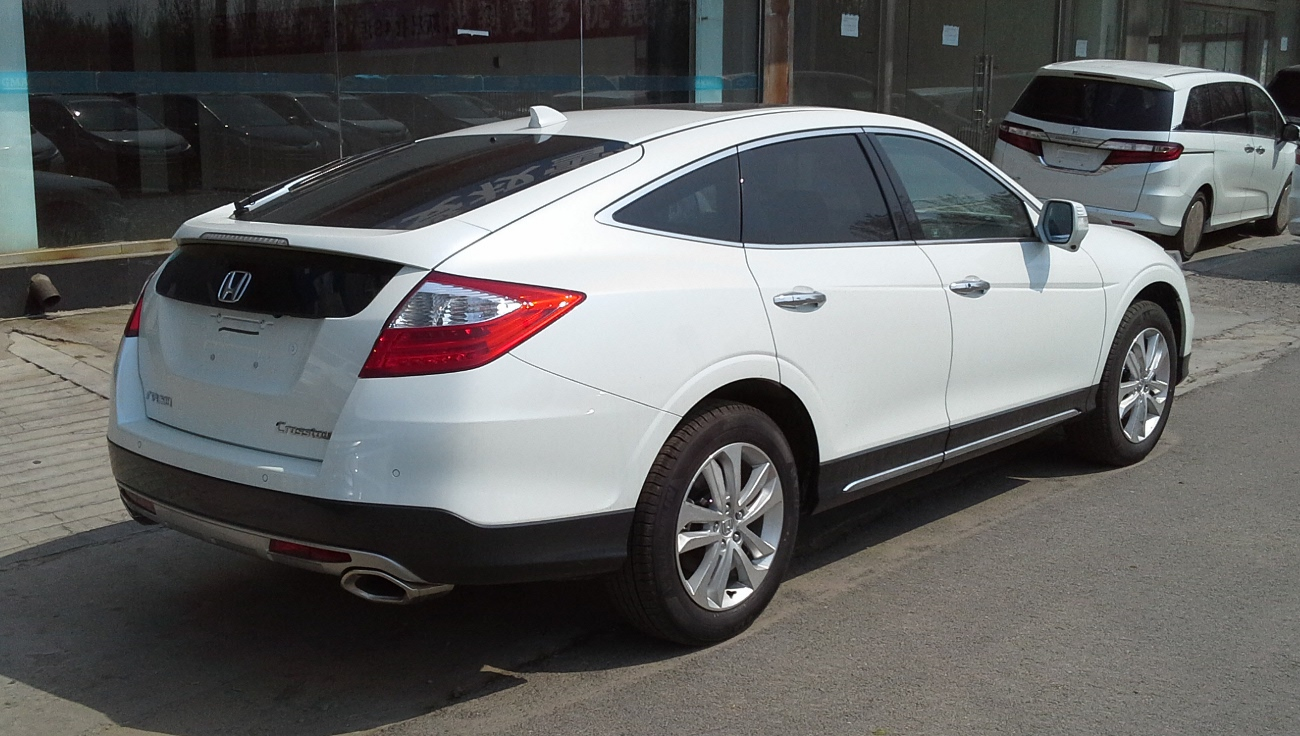
Heckansicht